# Nerf dorsal de la scapula
Le nerf dorsal de la scapula (ou nerf de l'angulaire et du rhomboïde) est un nerf du corps humain situé au niveau du cou et du dos.

## Origine
Le nerf dorsal de la scapula est issu du plexus brachial directement de la racine ventrale du cinquième nerf cervical. 

## Trajet
Le nerf dorsal de la scapula traverse le muscle scalène moyen, contourne en arrière le muscle élévateur de la scapula et continue en profondeur jusqu'au muscles rhomboïdes.

## Zone d'innervation
Le nerf dorsal de la scapula innerve les muscles rhomboïdes et le muscle élévateur de la scapula.

## Aspect clinique
Une lésion du nerf dorsal de la scapula est cliniquement visible lorsque l'omoplate du côté blessé est située plus loin de la ligne médiane que l'omoplate non blessée et le patient ne peut pas tirer son épaule vers l'arrière.